# Hydrangea hirta
Hydrangea hirta là một loài thực vật có hoa trong họ Tú cầu. Loài này được (Thunb.) Siebold mô tả khoa học đầu tiên năm 1828.

## Hình ảnh

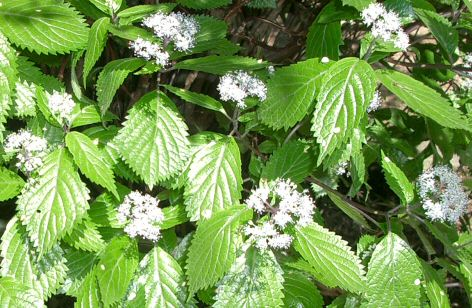
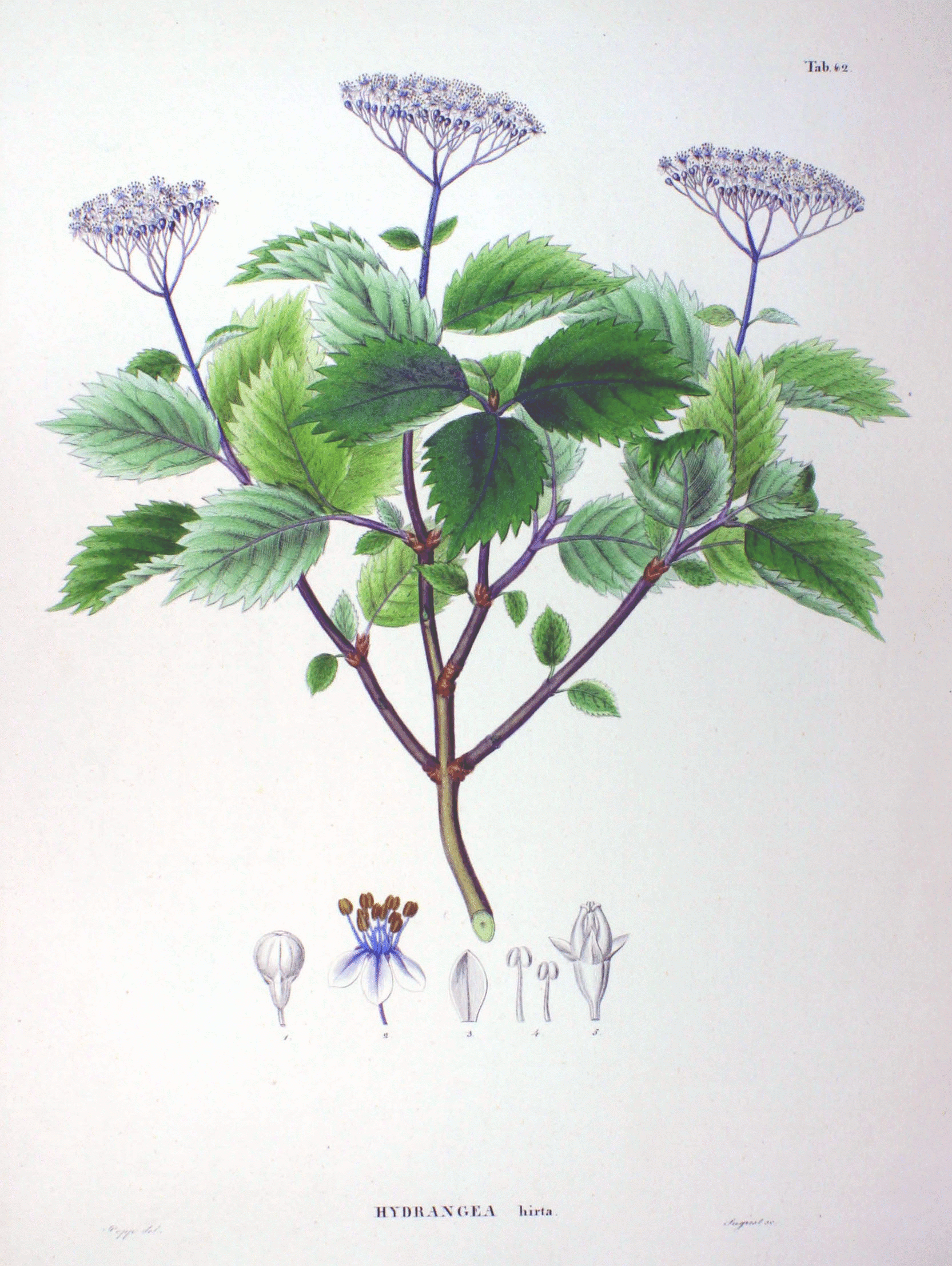